# Rivotorto
Rivotorto is een plaats (frazione) in de Italiaanse gemeente Assisi.